# Пиетиля, Рейма
Франс Рейма Илмари Пиетиля (фин. Frans Reima Ilmari Pietilä; 25 августа 1923[…], Турку — 26 августа 1993[…], Хельсинки) — финский архитектор, один из представителей органической архитектуры, наиболее яркий представитель так называемой Оулуской архитектурной школы. Над многими проектами он работал вместе со своей женой Райли (Raili Pietilä, родилась 15 августа 1926).

## Биография
Родился в 1923 году в Турку. Его старшей сестрой была художница и график Тууликки Пиетиля, один из создателей муми-троллей.
Первой крупной работой Пиетиля стал финский павильон на Всемирной выставке 1958 года в Брюсселе. В 1959 году Пиетиля выиграл конкурс на строительство церкви в Тампере, строительство которой было закончено в 1966 году. Церковь получила название «Калева» по названию одноимённого района. Внутри монументальной бетонной постройки, в плане напоминающей рыбу, древний символ христианства, создаётся особое однообъёмное пространство за счёт изломанных стен, высоких вертикальных окон и деревянной скульптурной композиции у восточного окна. Церковь «Калева» стала водоразделом в творчестве Пиетиля: с этого момента он взял курс в сторону европейской экспрессионистской традиции. В том же 1966 году было завершено здание студенческого профсоюза «Диполи» в Отаниеми, районе Эспоо (сегодня — конгресс-центр Университета Аалто), яркий пример органической архитектуры. Здание, которое словно встаёт из каменных глыб, стало продолжением естественного ландшафта. С 1967 по 1969 год Пиетиля построил первую очередь жилого комплекса Сувикумпу в Тапиоле (район Эспоо), который продолжает традиции органической архитектуры. Комплекс, состоящий из трёх групп зданий, вписан в ландшафт вокруг холма, а зелёные бетонные конструкции и белая штукатурка позволяют зданиям вписаться в окружающие их лесные массивы.
В начале 1970-х Пиетиля почти не имел проектов. Одной из самых известных работ последних лет стала городская библиотека Тампере (1978—1986). По признанию Пиетиля, на проект его вдохновили два образа — токующий глухарь и раковина моллюска. С 1987-го по 2017 год в подвале библиотеки располагался Музей муми-троллей.

## Основные работы
| Постройка                                                      | Город     | Изображение | Год       |
| -------------------------------------------------------------- | --------- | ----------- | --------- |
| Церковь «Калева»                                               | Тампере   |             | 1966      |
| Конгресс-центр Университета Аалто «Диполи»                     | Эспоо     |             | 1966      |
| Церковь (вместе в Райли Пиетиля)                               | Лиекса    |             | 1982      |
| Публичная библиотека «Метсо»                                   | Тампере   |             | 1986      |
| Культурный центр в районе Херванта, Тампере                    | Тампере   |             | 1989      |
| Президентская резиденция в Мянтюниеми (вместе в Райли Пиетиля) | Хельсинки |             | 1989—1993 |